# Centreville AC
Centreville AC (Ook Bayonne Centreville genaamd) is een voormalige Amerikaanse voetbalclub uit Bayonne, New Jersey. De club werd opgericht in 1895 en opgeheven in 1899. De club speelde vijf seizoenen in de National Association Football League. Hierin werden twee kampioenschappen behaald.

## Erelijst
- National Association Football League

Winnaar (2): 1895, 1897